# Transzformációgeometria

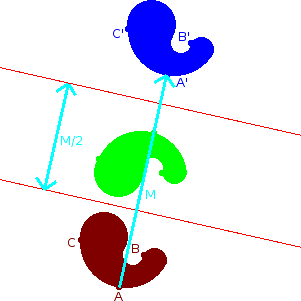
Két párhuzamos tengelyre való tükrözés egymásutánja eltolás

A transzformációgeometria a matematikában a geometria transzformáció szempontú megközelítése. A  transzformációk csoportjaira és az alakzatok megmaradó tulajdonságaira összpontosít. Szembeállítható a klasszikus szintetikus geometriai megközelítéssel, amely azzal foglalkozik, hogy hogyan lehet egyes mértani alakzatokat megszerkeszteni. 
A transzformációgeometria szerint például az egyenlő szárú háromszög tulajdonságai abból vezethetők le, hogy van egy tengelye, amelyre tükrözve önmagába megy át. Ez összevethető a háromszögek egybevágósági kritériumainak klasszikus bizonyításával.
A geometria algebrai megalapozását  Felix Klein kezdeményezte a 19. században erlangeni program néven. Közel száz éven át ez a megközelítés a kutatók sajátja maradt, és csak a 20. században került át a matematika tanításába. Andrej Kolmogorov javasolta a halmazelmélettel együtt az orosz geometriatanítás reformjához. Az eredményeket az  1960-as évek  New Math néven elhíresült mozgalma tetőzte be.

## Tanítása

A hetedes háromszög területe a kiindulási háromszög területének hetede

A metsző tengelyekre vett tükrözések kompozíciója forgatás

A transzformációgeometriát a mindennapi tárgyak szimmetriatulajdonságainak vizsgálata vezeti be. A transzformációk közül először a tengelyes tükrözéssel találkoznak a tanulók. Két tükrözés egymásutánja forgatás, ha a tengelyeik metszik egymást, és eltolás, ha a tengelyek párhuzamosak. Ezekkel a transzformációkkal vezetik be az euklideszi sík egybevágóságait. Ezeket vizsgálva belátják, hogy a transzformációk kompozíciója nem kommutatív, például két, egymással 45 fokot bezáró egyenesre való tükrözésnél az egyik sorrend az óramutató járásával megegyező, a másik sorrend azzal ellenkező irányú 90 fokos forgatást ad.
A transzformációgeometria egy szórakoztató felhasználási módja a hetedes háromszög megszerkesztése, és annak belátása, hogy ez tényleg az adott háromszög területének hetedét fedi. Hetedes háromszög minden háromszöghöz szerkeszthető.
Az egybevágóságok mellett a középpontos hasonlóságot is tanítják. Az inverzió azonban nehezen érthető, így tanítására legfeljebb a középiskolában kerülhet sor kedvcsinálóként. Az inverzív geometria azonban csak főiskolán tanulható. 
A csoportelmélet bevezethető különböző szimmetriacsoportok tanulmányozásával. Más konkrétabb aktivitások komplex, hiperkomplex számokkal és mátrixokkal számolnak. Mindezek a transzformációgeometriai tanulmányok egy alternatív nézetet adnak a szintetikus geometriához. Az analitikus geometriából már könnyen következik a koordinátaforgatás és koordinátatükrözés, ami a lineáris algebrát készíti elő.
Az oktatókat és a nevelőket érdekli a transzformációgeometria, és feljegyezték tapasztalataikat és a tanítás folyamatát az óvodától egészen a főiskoláig. A kisgyerekeknél köznyelvi szavakat használnak, és a gyerekek környezetében fellelhető tárgyakkal szemléltetnek. Egyes javaslatok szerint először inkább a kézzelfogható tárgyakat használják, és csak utána térnek rá a matematikai definíciókra és a rajzolt ábrákra azzal, hogy a transzformáció a tárgy minden pontjára hat.
Az orosz tanügyi reform keretében Kolmogorov halmazelméleti megalapozást javasolt. Ez vezetett az egybevágó szó bevezetéséhez, hiszen egy alakzat, mint halmaz csak önmagával lehet egyenlő. Ezért két, egymással fedésbe hozható alakzat egy új nevet igényel.